# Match de rugby à XV Afrique du Sud - Japon (2015)
Vous lisez un « article de qualité » labellisé en 2019.
Le match de poule de la Coupe du monde de rugby 2015 opposant l'Afrique du Sud et le Japon le 19 septembre 2015 à Brighton en Angleterre voit le Japon l'emporter 34-32 et constitue ce qui est considéré comme la plus grande surprise de l'histoire de la compétition et le plus grand exploit du rugby japonais. Ce match est également connu comme le « miracle de Brighton ».
Alors que les Springboks sont l'une des meilleures nations mondiales avec notamment deux sacres en 1995 et 2007, et que le Japon n'a jusque là remporté qu'un seul match dans toute l'histoire de la Coupe du monde, les Brave Blossoms maîtrisent leur match du début à la fin, s'appuyant sur un gros pack et une belle résilience, et remportent la victoire à la surprise générale. Le sélectionneur australien Eddie Jones, qui a repris cette sélection en main en 2012, et l'arrière Ayumu Goromaru, qui a inscrit 24 points, sont les grands artisans de ce succès.
Malgré la victoire, le Japon ne parvient pas à se qualifier pour les quarts de finale, tandis que l'Afrique du Sud finit première du groupe et terminera troisième de la compétition après avoir perdu en demi-finale contre la Nouvelle-Zélande, futur vainqueur. Cependant, ce match a un impact favorable sur l'image du rugby japonais, qui doit organiser l'édition suivante de la Coupe du monde en 2019.

## Contexte

### Historique

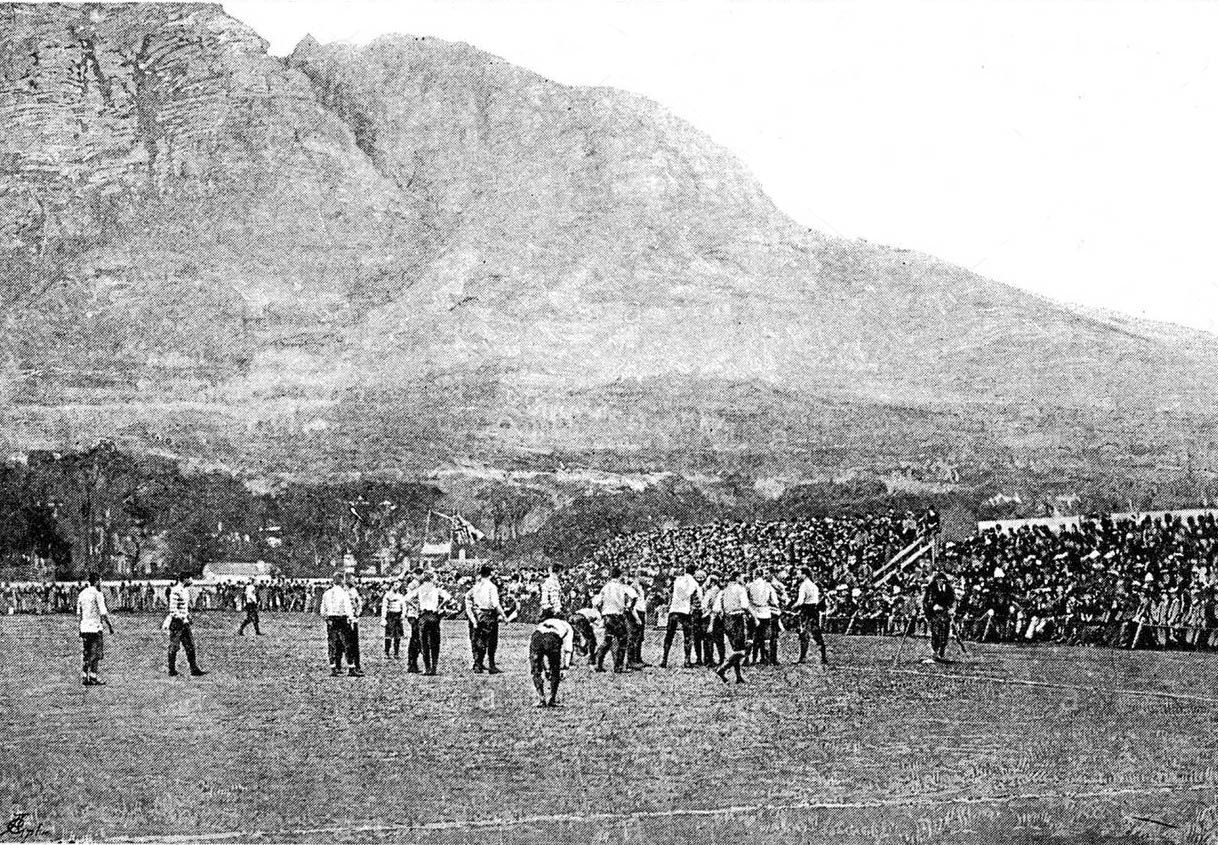
La tournée des Lions britanniques de 1891 en Afrique du Sud est l'occasion du tout premier match international d'une équipe assimilée à l'Afrique du Sud.

Le rugby a été introduit en Afrique du Sud par les colons britanniques au milieu du XIXe siècle. La première fédération de rugby sud-africaine, la South African Rugby Board, est créée en 1889 (pour les Blancs) et la première tournée des Lions britanniques en Afrique du Sud en 1891 marque le début de l'existence du pays sur la scène internationale. Après avoir passé des périodes pendant lesquelles l'Afrique du Sud était l'une sinon la meilleure équipe du monde (1919-1939 ; 1949-1955), le pays s'isole de 1970 à 1991 dans un contexte de lutte contre l'apartheid. Après avoir manqué les deux premières éditions, l'Afrique du Sud participe à sa première Coupe du monde en 1995, qu'elle remporte. Depuis lors, ce pays est installé parmi les toutes meilleures nations mondiales du rugby à XV : il prend part aux Tri-Nations (avec la Nouvelle-Zélande et l'Australie), qui deviennent le Rugby Championship avec l'intégration de l'Argentine en 2012, et remporte de nouveau la Coupe du monde en 2007.
Alors que le rugby est également introduit au Japon au milieu du XIXe siècle, les premiers pratiquants japonais sont les étudiants de l'université Keiō en 1899. Le sport se développe très bien localement au début du XXe siècle sous les auspices de l'alliance anglo-japonaise, et les premiers matchs internationaux ont lieu dans les années 1930, avec une tournée en Colombie-Britannique en 1930 puis avec la réception du Canada en 1932,. La sélection japonaise participe à toutes les éditions de la Coupe du monde, mais n'y gagne qu'une seule rencontre (contre le Zimbabwe en 1991) et subit notamment une défaite humiliante et traumatisante, lors de l'édition de 1995 contre la Nouvelle-Zélande (145-17, le plus grand écart jamais réalisé),,. En 2006, le Japon intègre la Pacific Nations Cup — qui est déjà composée des Fidji, des Samoa et des Tonga — qu'il remporte en 2011 et en 2014 (ex-aequo avec les Samoa).
Jusqu'à cette confrontation lors de la coupe du monde 2015, l'Afrique du Sud, 3e du classement World Rugby, et le Japon, 13e, ne se sont jamais affrontés,.

### Coupe du monde 2015
Les Sud-Africains ont eu une année 2015 difficile. Ils ont dû faire face à une importante polémique sur les quotas de joueurs blancs et noirs juste avant le Mondial, l'Agence for New Agenda, un micro-parti du pays, ayant même demandé que les Springboks ne partent pas à la Coupe du monde s'il n'y a pas plus de joueurs de couleur, prétendant que les critères de sélection sont « racialement discriminants et biaisés en faveur des Blancs ». En 2015, le sélectionneur du pays se voit imposer un quota de 30 % de joueurs « non blancs » ; Heyneke Meyer appelle finalement 9 joueurs de couleur — un record — et reçoit le soutien public de Bryan Habana, star de l'équipe et Noir. Sportivement, l'Afrique du Sud subit aussi une défaite historique, chez elle, face à l'Argentine (25-37), à l'occasion du Rugby Championship 2015, dont elle finit dernière, sans aucune victoire. Cependant, les observateurs font remarquer qu'il ne faut pas enterrer une équipe qui relève toujours son niveau lors des coupes du monde.
Les Japonais, dans le 4e chapeau de la poule B en tant que qualifiés comme meilleure équipe asiatique, ne font pas figure de favoris, la deuxième place du groupe étant a priori dévolue au vainqueur de la confrontation entre l'Écosse et les Samoa. Quand Eddie Jones, Australien de mère japonaise, devient en 2012 le sélectionneur de l'équipe du Japon, alors 15e nation mondiale, il s'inquiète de la défense perméable des Japonais et fait appel à Max Mannix, ancien treiziste ayant évolué sous les ordres de Warren Ryan au sein des Canterbury-Bankstown Bulldogs, qui a révolutionné le système de défense. Jones fait aussi appel à l'entraîneur de football Pep Guardiola pour obtenir des conseils d'animation offensive afin de faire du Japon une équipe « tactiquement plus flexible » et cherche à faire un travail en profondeur pour changer la mentalité japonaise, en lui donnant davantage « de vice et d'autonomie »,,. Il s'inspire aussi d'un entraîneur français (non cité) qui utilisait des drones pour que les joueurs puissent voir leur façon de jouer et leurs mouvements et consolide son staff de l'ancien talonneur international français Marc Dal Maso, spécialiste des avants. Il a pour tâche de redonner confiance aux Japonais dans ce secteur, en leur apprenant « le geste juste, la force collective et une forme d'agressivité à l'impact qui leur était étrangère. » C'est ainsi que le finaliste du Mondial 2003 avec les Wallabies parvient aussi à faire prendre conscience à ses joueurs qu'un exploit contre l'Afrique du Sud est possible. Le Japon est, depuis son mandat, sur une phase de progression importante, ayant remporté des matchs de prestige contre le pays de Galles en 2013 et l'Italie en 2014, et possédant « l'un des packs ayant le plus progressé au monde », selon l'ancien pilier international français d'origine sud-africaine et conseiller des Springboks Pieter de Villiers. La sélection japonaise demeure néanmoins inconstante, à l'image de sa piètre 4e place à la Pacific Nations Cup 2015, avec une seule victoire sur le Canada.
Jusqu'au début de la rencontre, les cotes du match sont très favorables à l'Afrique du Sud (avec notamment des cotes à 28 contre 1 ou 33 contre 1), les observateurs voyant l'opposition japonaise comme une formalité pour les double champions du monde. Eddie Jones répète que cette confrontation sera « David contre Goliath », même s'il affiche des ambitions élevées et affirme que ce match pourrait bien chambouler le classement final du groupe.

## Le match

### Contexte du match

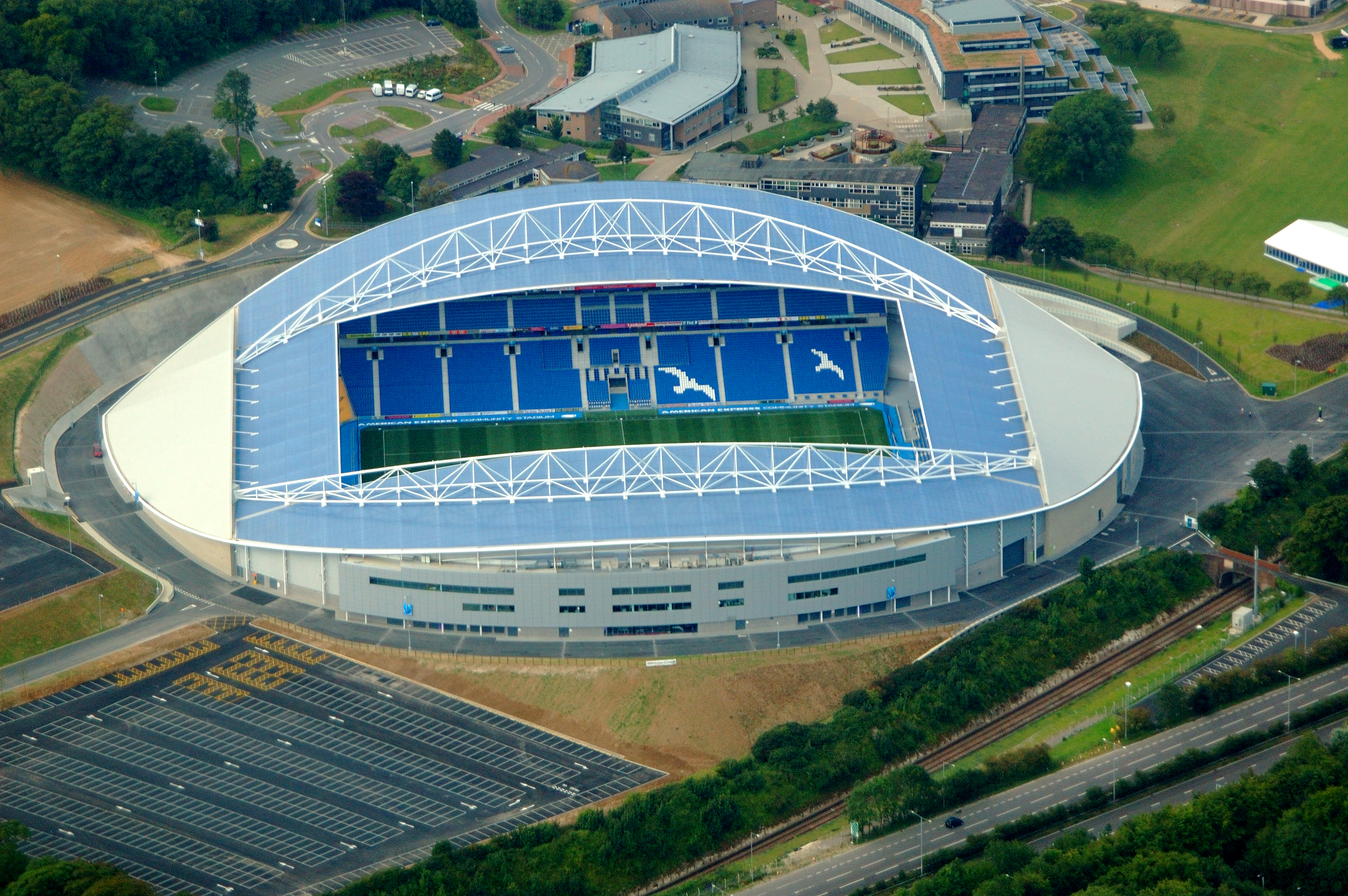
Le Community Stadium de Brighton, où se déroule la rencontre.

Afrique du Sud – Japon est le quatrième rendez-vous de la compétition, le premier de la poule B. Il se tient dès le lendemain de la cérémonie d'ouverture et du match d'ouverture entre l'Angleterre et les Fidji, remporté par le pays organisateur sur le score de 35 à 11.
Le coup d'envoi est prévu le 19 septembre 2015 à 16 h 45 UTC+1 dans le Community Stadium de Brighton, l'une des treize enceintes retenues pour accueillir la compétition. Ce stade ayant ouvert en juillet 2011, c'est alors l'un des plus récents à accueillir un match de rugby. D'un coût estimé à 93 millions de livres sterling, il se veut l'un des plus modernes du monde à son ouverture.
Le stade a une capacité de 30 750 places assises et fait presque le plein pour ce match, avec 29 290 spectateurs,.
Ce stade ne reçoit qu'un seul autre match de la compétition : Samoa – États-Unis, comptant également pour la poule B, qui se tient le lendemain et s'achève sur le score de 25-16.

### Composition des équipes
| Afrique du Sud · Titulaires · 15 Zane Kirchner · 14 Bryan Habana · 13 Jesse Kriel · 12 Jean de Villiers, · 11 Lwazi Mvovo 70e · 10 Patrick Lambie 58e · 9 Ruan Pienaar 58e · 8 Schalk Burger · 7 Pieter-Steph du Toit 57e · 6 François Louw · 5 Victor Matfield · 4 Lood de Jager 69e · 3 Jannie du Plessis 54e 79e · 2 Bismarck du Plessis 54e · 1 Tendai Mtawarira 54e 79e · Remplaçants · 16 Adriaan Strauss 54e · 17 Trevor Nyakane 54e 79e · 18 Coenie Oosthuizen 54e · 19 Eben Etzebeth 69e · 20 Siya Kolisi 57e 79e · 21 Fourie du Preez 58e · 22 Handré Pollard 58e · 23 JP Pietersen 70e · Entraîneur · Heyneke Meyer |  | Japon · Titulaires · Ayumu Goromaru 15 · 79e Akihito Yamada 14 · Male Sa'u 13 · Harumichi Tatekawa 12 · Kotaro Matsushima 11 · 73e Kosei Ono 10 · 67e Fumiaki Tanaka 9 · 46e Hendrik Tui 8 · Michael Broadhurst 7 · , Michael Leitch 6 · 54e Hitoshi Ono 5 · Luke Thompson 4 · 10e 19e 54e Kensuke Hatakeyama 3 · 70e Shota Horie 2 · 58e Masataka Mikami 1 · Remplaçants · 70e Takeshi Kizu 16 · 58e Keita Inagaki 17 · 10e 19e 54e Hiroshi Yamashita 18 · 54e Shinya Makabe 19 · 46e Amanaki Mafi 20 · 67e Atsushi Hiwasa 21 · 73e Yu Tamura 22 · 79e Karne Hesketh 23 · Entraîneur · Eddie Jones |

### Résumé
Homme du match : Fumiaki Tanaka 
Points marqués :

 Afrique du Sud
- 4 essais :
Louw 18e
Bismarck du Plessis 33e
de Jager 44e
Strauss 62e
- 3 transformations :
Lambie 19e, 45e
Pollard 63e
- 2 pénalités :
Lambie 57e
Pollard 73e

 Japon
- 3 essais :
Leitch 30e
Goromaru 69e
Hesketh 80e
- 2 transformations :
Goromaru 31e, 70e
- 5 pénalités :
Goromaru 8e, 43e, 49e, 53e, 60e

Évolution du score : 0-3, 7-3, 7-10, 12-10, mt, 12-13, 19-13, 19-16, 19-19, 22-19, 22-22, 29-22, 29-29, 32-29, 32-34
Cartons :  Coenie Oosthuizen  (78e)
Arbitre : Jérôme Garcès 

Touche : JP Doyle  et Federico Anselmi 

Vidéo : Graham Hughes 

#### Première mi-temps

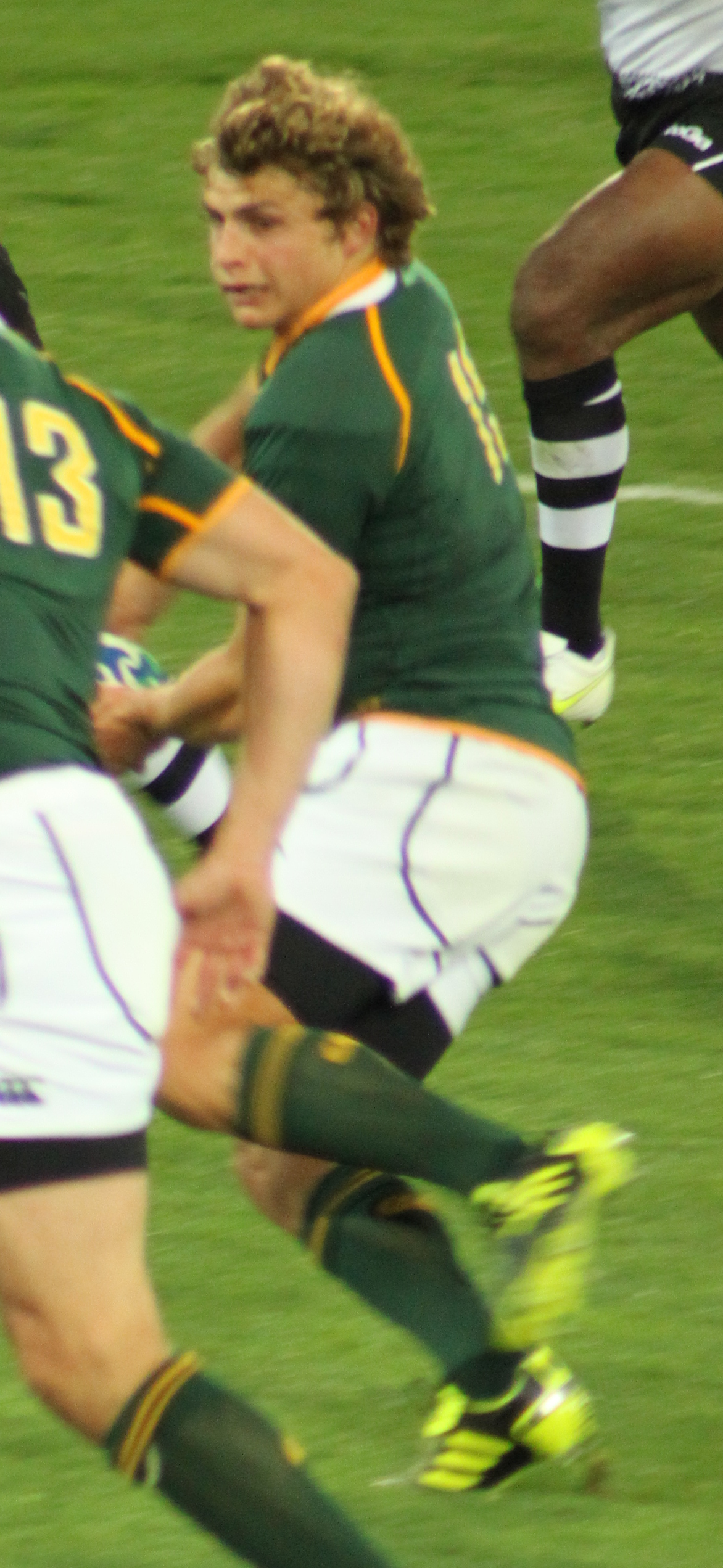
Patrick Lambie, leader de l'attaque sud-africaine (ici en 2011).

L'arbitre Jérôme Garcès siffle le début du match et Patrick Lambie tape le coup d'envoi.
Les Sud-Africains sont très durs dans les impacts dès le début du match, mais le Japon résiste et parvient à se dégager,. À la suite d'une faute en mêlée des Springboks, Ayumu Goromaru ouvre le score d'une pénalité à la 7e minute, surprenant déjà les observateurs (0-3). Les Japonais enchaînent avec une belle action à la main menée par le demi de mêlée remplaçant des Highlanders Fumiaki Tanaka et les Sud-Africains concèdent une deuxième pénalité, que manque Goromaru. Le Japon se procure à nouveau un bon ballon d'attaque, mais les Sud-Africains obtiennent un turnover et Lambie dégage son équipe.
Dans la foulée, les Vert et Jaune obtiennent une pénalité et l'ouvreur sud-africain rapproche son équipe de la ligne d'en-but japonaise. La défense nippone résiste aux assauts adverses mais concède une nouvelle pénalité, que Lambie envoie à nouveau en touche. À la 18e minute, l'Afrique du Sud débloque enfin son compteur en inscrivant en force le premier essai du match par François Louw (5-3) ; Lambie transforme.
Après des échanges de coup de pied de dégagement entre Pienaar et Goromaru, les « Boks » refont parler leur puissance et marquent un essai par leur pilier droit Jannie du Plessis, mais il est refusé. Les Japonais se dégagent et même s'ils souffrent en mêlée, parviennent à remonter jusqu'à la moitié de terrain adverse. Ils obtiennent une pénalité, tapée en touche. S'ensuit un maul impressionnant de la part des Japonais, qui passent la ligne d'en-but ; Garcès refuse l'essai mais revient à une faute sud-africaine : les Japonais tapent à nouveau en touche. Ils rééditent leur mêlée ouverte et font montre d'une puissance « implacable » pour finalement lancer le troisième ligne aile d'origine fidjienne Michael Leitch, qui aplatit à la 29e minute sous le vacarme du public, qui n'en revient pas de l'audace nippone (7-8). Le Japon, qui montre qu'il a aussi un pack puissant, repasse devant et alourdit la marque après la transformation de Goromaru (7-10),.
Sur le coup de renvoi, les Sud-Africains mettent la pression aux Japonais et obtiennent une pénalité que Lambie expédie en touche. Les Springboks imitent les Brave Blossoms et marquent un essai en force à la suite d'un maul pénétrant à la retombée de la touche, par Bismarck du Plessis (33e, 12-10). Lambie manque la transformation. La fin de cette première mi-temps voit les Japonais s'appuyer sur une « superbe défense » en résistant aux assauts des Sud-Africains. À la surprise générale, ces derniers mènent à la pause de seulement deux points,.
Le consultant d'ESPN Rob Bartlett se montre stupéfait du scénario de cette rencontre et de la force mentale des Japonais, qui auraient pu douter après l'essai sud-africain ; il loue aussi « l'un des packs ayant le plus progressé au monde » et la défense dans le jeu courant des Japonais. Il estime que si le Japon se libère davantage, il pourrait créer la grosse surprise à la fin du match. De son côté, l'ancien rugbyman sud-africain et champion du monde 1995 François Pienaar analyse cette première mi-temps comme étant un coup de maître d'Eddie Jones, qui a prévu un plan où son équipe a imposé un rythme très élevé, mais se demande si les Japonais sauront le tenir tout le match.

#### Deuxième mi-temps

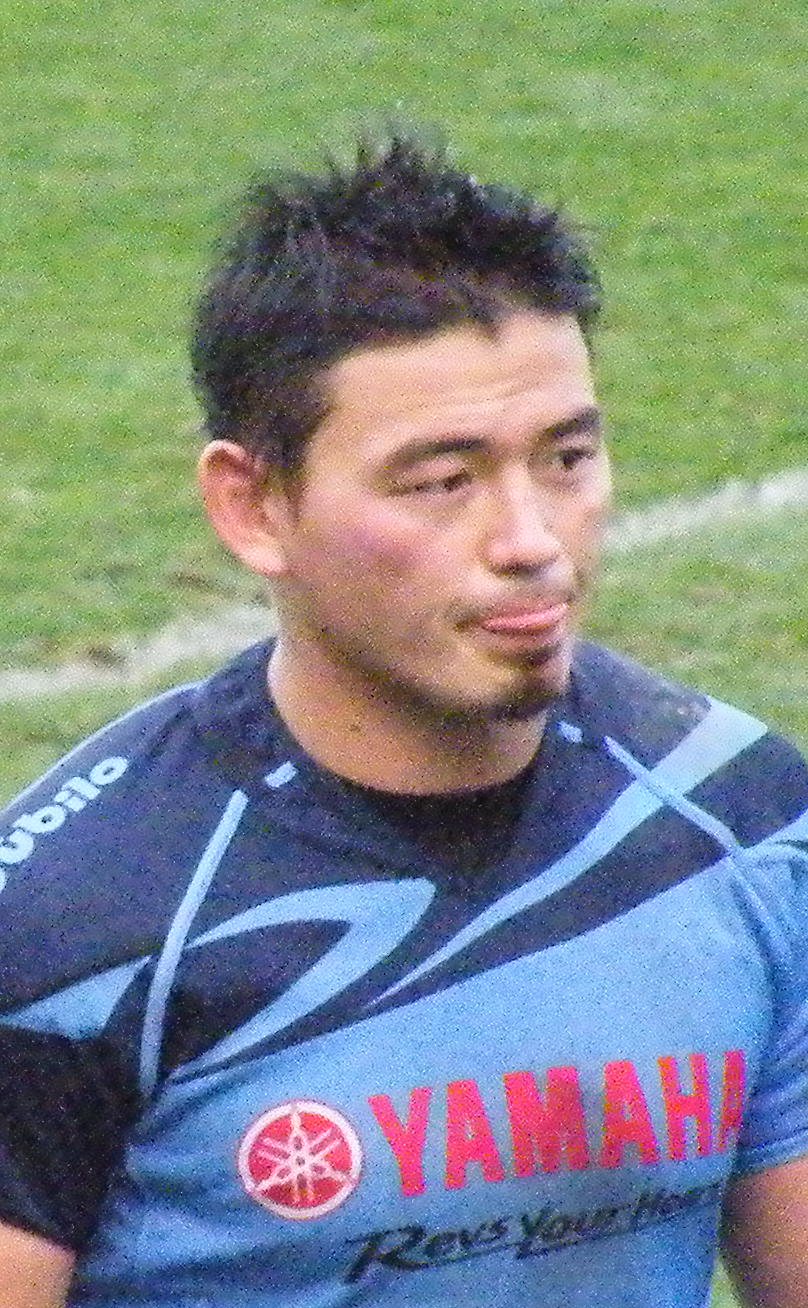
Le Japonais Ayumu Goromaru, grand artisan de la victoire (ici en 2014).

Dès le début de la deuxième période, Goromaru profite d'une position de hors-jeu de Tendai Mtawarira pour inscrire trois points de plus et repasser devant (42e, 12-13). Dès la minute suivante, après un cafouillage japonais et à la sortie d'un ruck, Lood de Jager profite d'une défense désorganisée pour partir au ras, courir sur 25 m et inscrire un essai — transformé par Lambie —, qui permet aux Sud-Africains de reprendre l'ascendant (44e, 19-13).
Mais alors que les spectateurs croient que la « machine sud-africaine » est enfin lancée après ce début de deuxième mi-temps haletant, les Japonais remontent « tranquillement » leur retard, par deux pénalités de Goromaru (49e, après une faute dans un ruck ; 53e, qui fait suite à une très belle attaque nippone) pour égaliser à 19 partout,. Heyneke Meyer choisit ce moment pour changer toute sa première ligne et fait entrer Adriaan Strauss, Trevor Nyakane et Coenie Oosthuizen.
Les Sud-Africains remettent la pression offensivement et finissent par obtenir une pénalité à la suite d'une phase de ruck. Le choix de la tenter fait huer le public, mais Lambie ne tremble pas, malgré la distance (57e, 22-19). Meyer procède à nouveau à un changement important en remplaçant toute sa charnière : Handré Pollard et Fourie du Preez remplacent respectivement Lambie et Pienaar. La 3e nation mondiale cafouille son rugby dans ses propres 22 mètres, ce qui aboutit à une nouvelle pénalité pour les Japonais, que ne manque pas Goromaru (59e, 22-22). La foule exulte à nouveau, séduite par le déroulement improbable de ce match.
Après un dégagement directement en touche d'un rien de Tanaka, les Springboks reprennent de leur contenance et repartent à l'attaque depuis le camp japonais. Le talonneur Adriaan Strauss fait un numéro en repoussant puissamment son vis-à-vis puis en faisant un cadrage-débordement sur l'ailier japonais Kotaro Matsushima pour inscrire un nouvel essai ; après la transformation d'Handré Pollard, l'Afrique du Sud mène 29-22 à la 62e minute de jeu.
Dans la foulée, le Japon est pénalisé plusieurs fois, et les Boks veulent tuer le match en continuant d'attaquer, mais un déblayage à l'épaule de Coenie Oosthuizen énerve Garcès qui ne sort pas un carton jaune mais offre une pénalité au Japon. Les Brave Blossoms expédient le cuir dans les 22 adverses, et utilisent le lancement de jeu en première main pour faire parler cette fois la vitesse des trois-quarts qui combinent et marquent un très bel essai par l'omniprésent Ayumu Goromaru (68e). Ce dernier transforme lui-même son essai et égalise à nouveau à 29 partout.
Les Japonais subissent à nouveau sur le renvoi et les Sud-Africains repartent à l'attaque avec un Pollard très vif qui crée des brèches dans la défense, qui sauve de peu un essai sud-africain. Garcès revient à un hors-jeu nippon et l'ouvreur adverse en profite pour refaire passer son équipe devant : 32-29 à la 72e.
Tandis que l'on pouvait penser qu'après ces offensives concrétisées par Pollard, le Japon accuserait le coup et que l'Afrique du Sud « se sauverait au moins d'une humiliante défaite »,, c'est tout l'inverse qui se produit : les Japonais étant plongés « dans un état second », toute la fin du match les voit attaquer inlassablement. Oosthuizen est à nouveau coupable et cette fois l'arbitre l'exclut, laissant les Sud-Africains terminer la rencontre à 14 (78e),. Tandis que Karne Hesketh entre en jeu, les Japonais vont en touche pour continuer à mettre la pression et parviennent à passer la ligne d'en-but, mais l'essai est refusé à la vidéo car il est impossible de voir si le ballon a été aplati sous la masse de joueurs écroulés. Mêlée pour le Japon, qui obtient une nouvelle pénalité : alors qu'on est dans les arrêts de jeu, le capitaine Michael Leitch n'écoute pas son entraîneur qui lui indique de prendre la pénalité pour assurer un match nul — inespéré avant la rencontre — et demande une nouvelle mêlée sous les hourras d'un public qui n'en croit pas ses yeux et reste debout jusqu'à la fin du match,,. La mêlée s'écroule et Atsushi Hiwasa introduit à nouveau — le public est en apnée. La mêlée japonaise souffre, mais le 9 parvient à extraire le ballon et à l'écarter. Après plusieurs points de fixation, un beau mouvement de trois-quarts traverse tout le terrain dans la largeur jusqu'à Amanaki Mafi, qui élimine deux défenseurs pour lancer Karne Hesketh, qui aplatit le ballon en coin, scellant le score du match (32-34) sous l'ovation du public,,. La transformation non réussie et la fin de match sifflée, les spectateurs exultent ; les Japonais dans les tribunes sont en pleurs, tout comme les joueurs, qui font deux tours d'honneur pour célébrer ce qui deviendra « le miracle de Brighton »,,.

### Statistiques

#### Statistiques globales
| Afrique du Sud                 | Statistiques                                        | Japon        |
| ------------------------------ | --------------------------------------------------- | ------------ |
| Points marqués                 |                                                     |              |
| 4                              | Essais                                              | 3            |
| 3/4                            | Transformations                                     | 2/3          |
| 2/2                            | Pénalités                                           | 5/6          |
| 83 %                           | % efficacité au pied                                | 78 %         |
| 0/0                            | Drops                                               | 0/0          |
| Coups de pied, passes, courses |                                                     |              |
| 35                             | Coup de pieds                                       | 36           |
| 171                            | Passes                                              | 124          |
| 138                            | Courses                                             | 95           |
| 451                            | Mètres parcourus avec le ballon                     | 370          |
| Phase d'attaque                |                                                     |              |
| 55 (66/42)                     | % possession totale (1re mi-temps / 2e mi-temps)    | 45 (34/58)   |
| 58 (76/40)                     | % occupation totale (1re mi-temps / 2e mi-temps)    | 42 (24/60)   |
| 7                              | Franchissements                                     | 3            |
| 26                             | Défenseurs battus                                   | 16           |
| 10                             | Passes après contact                                | 0            |
| 101/106 (95,3)                 | Rucks gagnés (%)                                    | 81/83 (97,6) |
| 5/6 (83,3)                     | Mauls gagnés (%)                                    | 4/5 (80)     |
| 11                             | Turnovers concédés                                  | 7            |
| Phase de défense               |                                                     |              |
| 102/16 (86)                    | Plaquages effectués/manqués (%)                     | 127/26 (83)  |
| Conquête                       |                                                     |              |
| 2/0 (100)                      | Mêlées sur propre introduction gagnés/perdues (%)   | 7/0 (100)    |
| 15/0 (100)                     | Touches sur propre introduction gagnées/perdues (%) | 12/1 (92,3)  |
| Discipline                     |                                                     |              |
| 12                             | Pénalités concédées                                 | 8            |
| 1                              | Cartons jaunes                                      | 0            |
| 0                              | Cartons rouges                                      | 0            |

#### Statistiques individuelles
| Afrique du Sud         | Statistiques                                              | Japon                 |
| ---------------------- | --------------------------------------------------------- | --------------------- |
| Patrick Lambie (7)     | Points inscrits                                           | Ayumu Goromaru (24)   |
| Zane Kirchner (81)     | Mètres parcourus avec le ballon                           | Ayumu Goromaru (76)   |
| Lood de Jager (4)      | Défenseurs battus                                         | Amanaki Mafi (4)      |
| Ruan Pienaar (79)      | Passes effectuées                                         | Fumiaki Tanaka (47)   |
| Victor Matfield (10/0) | Meilleurs plaqueurs (réussis/ratés)                       | Michael Leitch (17/3) |
| Victor Matfield (7/0)  | Ballons attrapés en touche (propre lancer/lancer adverse) | Luke Thompson (3/0)   |

### Réactions et analyse

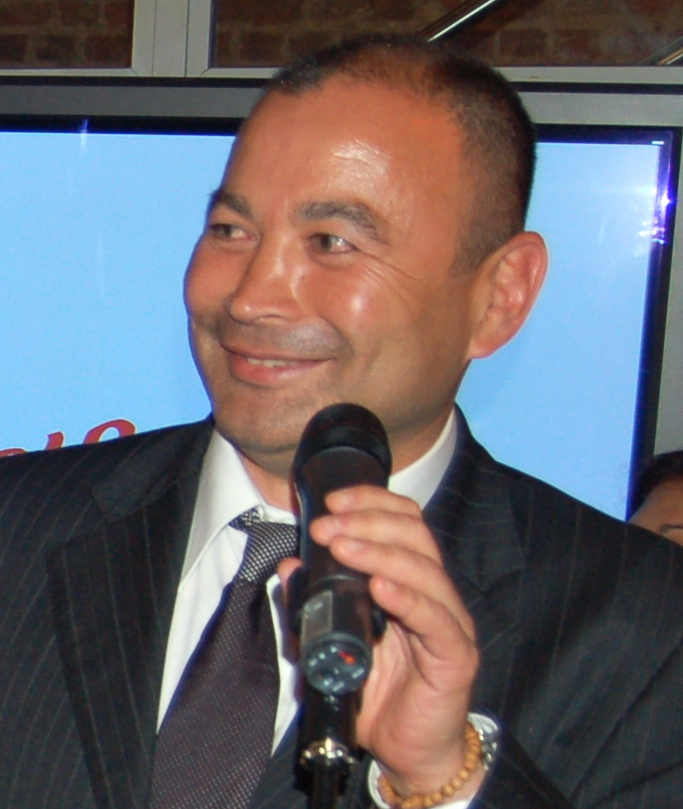
Eddie Jones, sélectionneur du Japon (ici en 2009).

#### Réactions des protagonistes
Le sélectionneur sud-africain Heyneke Meyer définit cet événement comme « le pire jour de ma carrière » et présente ses excuses à la nation ; Bryan Habana a lui aussi le sentiment d'avoir « laissé tomber [leur] pays »,. Le capitaine Jean de Villiers admet avoir pris un coup derrière la tête et être embarrassé mais rend hommage au Japon à qui il faut donner tout le crédit de la victoire, l'Afrique du Sud n'ayant jamais su contrer des Japonais qui n'ont rien lâché. De manière générale, les Sud-Africains préfèrent se promettre de tout remettre à l'endroit pour le prochain match contre les Samoa et de s'inspirer de la France, qui, lors de la Coupe du monde de 2011, a perdu en poule, mais est parvenue en finale.
Le sélectionneur du Japon Eddie Jones reste calme et veut rappeler ses objectifs : « Nous ne sommes pas venus ici pour faire un seul coup d’éclat. Nous avons deux objectifs : atteindre les quarts de finale et être l’équipe du tournoi. En ce sens, nous avons bien réussi nos débuts ». Ayumu Goromaru met en avant l'énorme et difficile travail préparatoire effectué pour arriver à marquer l'histoire et se déclare ravi d'avoir non seulement surpris les fans japonais mais aussi ceux du monde entier.
Pour Karne Hesketh, le public soutenait le Japon ; il estime que c'est quand les Japonais décident d'aller chercher la victoire au lieu de taper la pénalité pour obtenir un match nul à la toute fin du match qu'ils ont obtenu son respect.
Sur Twitter, de nombreux joueurs professionnels des autres pays — y compris des participants à la Coupe du monde — se montrent extrêmement surpris et enchantés par la performance du Japon.

#### Réactions et analyses des journalistes
Consultant d'ESPN pour couvrir le match, Rob Bartlett est à chaud dithyrambique : 

« Le Japon a non seulement choqué l’Afrique du Sud, mais également le monde. Une démonstration fascinante de puissance et de brio avec le ballon leur a valu leur plus grande victoire internationale de l’histoire. Ce n’était pas dans le scénario : un essai de Karne Hesketh à la 83e minute a garanti que son nom serait écrit pour toujours dans le folklore du rugby. Ce n'était même pas que l'Afrique du Sud était dans un jour sans — le Japon était tout simplement génial. Leur performance ne donnera pas seulement la foi aux petits poucets pour le reste du tournoi — on en parlera pour les années à venir. Eddie Jones espère que son équipe pourra se qualifier pour les quarts de finale — aujourd'hui à Brighton, il a montré que ce n'était pas un rêve impensable. »

Tom Hamilton, également d'ESPN, se montre très critique vis-à-vis des Sud-Africains en résumant le match au « triomphe du cerveau face au muscle », reprochant à la 3e nation mondiale de vouloir absolument passer en force quelle que soit la position ; la flèche d'attaque n'a pratiquement pas eu de ballon au contraire des arrières japonais, et il estime que somme toute, le Japon a été meilleur dans tous les compartiments du jeu. Il considère que l'entrée de Fourie du Preez a enfin donné une direction au jeu springbok quand il est entré (58e), mais l'équipe s'est tout de même désorganisée et a semblé fatiguée, appuyant cette impression sur le fait que trop de joueurs revenaient de blessure,. Pour L'Équipe, Richard Escot est lui aussi à chaud dithyrambique vis-à-vis des Japonais et extrêmement critique vis-à-vis des Sud-Africains : ceux-ci sont « humiliés [...] ridiculisés » et auraient livré le plus mauvais match de leur histoire en Coupe du monde.
La presse japonaise n'hésite pas à mettre en une l'exploit de son équipe nationale, malgré une popularité bien moindre que d'autres sports comme le base-ball, le football et même le football américain; elle reconnaît sa portée « historique » et se montre fière que le Japon ait « stupéfié le monde ».
En Afrique du Sud, cette défaite est vécue comme un « cauchemar », comme « la pire humiliation dans l’histoire du sport sud-africain [...] une honte ». Les journaux locaux critiquent vertement le staff et demandent à ce qu'il y ait des changements en profondeur, tandis que des images de joueurs sud-africains abattus tournent en boucle à la télévision.
Pour Coudry du Figaro, « la tenue en mêlée et la résistance dans le combat des Nippons (leurs habituels points faibles) ont été impressionnantes » et inattendues, et la métamorphose des avants japonais est à mettre notamment au crédit de l'ancien talonneur international français Marc Dal Maso, dans le staff depuis 2013, comme l'atteste l'essai sur un groupé pénétrant (le premier des trois). Escot met lui aussi en avant la performance des Japonais dans le secteur de la mêlée ainsi que dans leurs mauls, pourtant l'arme de prédilection des Sud-Africains, comme le confirme le joueur sud-africain évoluant en France Coenie Basson. Selon les statistiques officielles, la mêlée japonaise a remporté sept mêlées sur sept sur introduction propre et l'ensemble de l'équipe a réussi 83 % des plaquages.
La presse est unanime sur le fait que ce match constitue la plus grande surprise et le plus bel exploit de l'histoire de la compétition et du rugby japonais,,,,,. Le sentiment que les petites nations ne veulent plus être des faire-valoir est régulièrement mis en avant, de même que celui d'avoir assisté à un match « d'anthologie » qui restera dans les annales.

## Conséquences et impact

### Dans la compétition

#### En poule

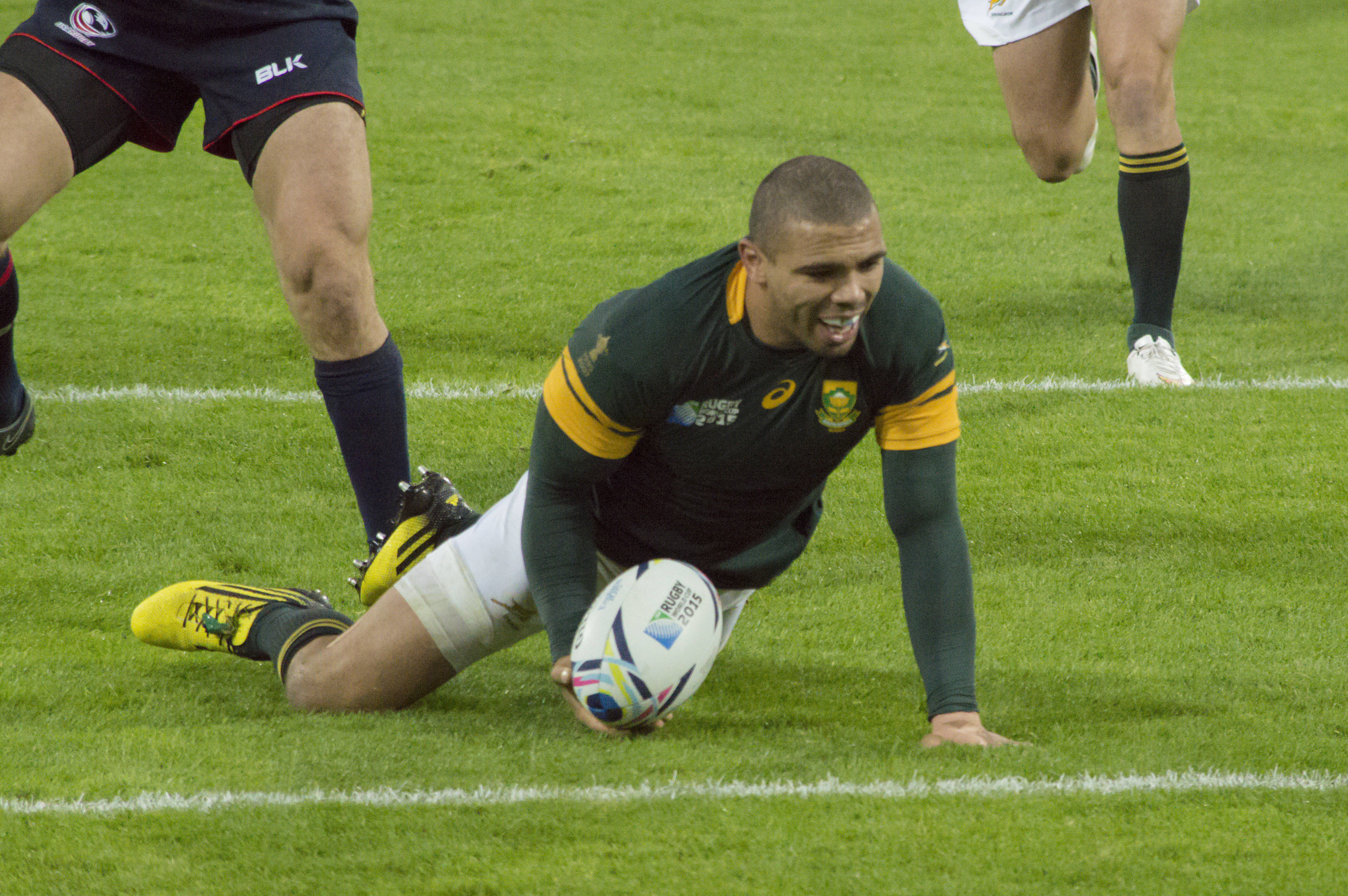
Bryan Habana marque un essai contre les États-Unis.

Le Japon rebat les cartes pour les qualifications pour les quarts de finale : capable d'avoir battu le favori du groupe — sa première contre une nation de la SANZAR, —, l'Écosse et les Samoa sont désormais à sa portée.
Seulement quatre jours plus tard, le Japon affronte le « XV du Chardon », qui fait son entrée dans la compétition. Plus frais, les Écossais font exploser les Cherry Blossoms (45-10), qui avaient résisté une mi-temps (12-7 à la pause). Le Japon ne se démobilise pas et remporte les deux autres matchs, contre les Samoa (26-5) puis les États-Unis (28-18). De leur côté, les Écossais perdent contre l'Afrique du Sud (34-16) mais remportent les autres matchs (dont celui contre les Samoa d'un rien — 36-33) avec une plus grande marge et récoltent des bonus offensifs que n'a pas su récolter le Japon, qui s'arrête aux portes d'une qualification historique malgré un ratio de victoires égal à l'Afrique du Sud et à l'Écosse (3 victoires ; 1 défaite). Le Japon devient ainsi la première nation à remporter trois matchs en Coupe du monde sans pour autant se qualifier pour les quarts de finale.
De son côté, malgré sa première défaite contre une équipe du Tier 2, qui lui apporte tout de même deux points de bonus (offensif, pour avoir marqué 4 essais ; défensif pour avoir perdu de moins de 7 points d'écart), l'Afrique du Sud s'est ressaisie en écrasant tous les autres adversaires de la poule pour finir première. Elle se qualifie ainsi pour les quarts de finale.
| Rang | Pays           | J | V | N | D | Em | Ee | Bo | Bd | Pm  | Pe  | Diff | Pts |
| ---- | -------------- | - | - | - | - | -- | -- | -- | -- | --- | --- | ---- | --- |
| 1    | Afrique du Sud | 4 | 3 | 0 | 1 | 23 | 4  | 3  | 1  | 176 | 56  | +120 | 16  |
| 2    | Écosse         | 4 | 3 | 0 | 1 | 14 | 9  | 2  | 0  | 136 | 93  | +43  | 14  |
| 3    | Japon          | 4 | 3 | 0 | 1 | 9  | 12 | 0  | 0  | 98  | 100 | -2   | 12  |
| 4    | Samoa          | 4 | 1 | 0 | 3 | 7  | 13 | 1  | 1  | 69  | 124 | -55  | 6   |
| 5    | États-Unis     | 4 | 0 | 0 | 4 | 5  | 20 | 0  | 0  | 50  | 156 | -106 | 0   |

|  | Qualifiés pour les quarts de finale et pour la Coupe du monde 2019 (no 1 et no 2) |
|  | Éliminé mais qualifié pour la Coupe du monde 2019 (no 3)                          |

Attribution des points de classement : victoire : 4, match nul : 2, défaite : 0, forfait : -2 ; plus les bonus (offensif : 4 essais marqués ou plus ; défensif : défaite par 7 points d'écart ou moins).
Règles de classement : 1. résultat du match de poule entre les deux équipes ; 2. différence de points ; 3. différence d'essais ; 4. nombre de points marqués ; 5. nombre d'essais marqués ; 6. rang au classement World Rugby en date du 3 octobre 2011.

#### Phases finales
Le Japon éliminé, seule l'Afrique du Sud poursuit l'aventure.
En tant que première de la poule B, l'Afrique du Sud est opposée à la deuxième de la poule A — la « poule de la mort », avec l'Australie, le pays de Galles et l'hôte de la compétition : l'Angleterre, en plus des Fidji, qui sur un match peuvent surprendre un adversaire plus huppé. L'Angleterre, l'une des favorites de la compétition, ne se qualifie pas pour les phases finales de « sa » Coupe du monde après sa défaite surprise d'un rien contre le pays de Galles (25 – 28) puis celle, beaucoup plus claire, contre l'Australie (13 – 33), et c'est le pays de Galles qui termine deuxième, derrière l'Australie.
Le quart de finale entre l'Afrique du Sud et le pays de Galles a lieu le 17 octobre à Twickenham, à Londres, et les Sud-Africains l'emportent 23-19 grâce notamment à un essai en fin de match de Fourie du Preez. Une semaine plus tard, et bien que menant à la mi-temps (12-10), les Springboks s'inclinent dans le même stade d'un rien (18-20) face à la Nouvelle-Zélande, future lauréate de la compétition. Finalement, l'Afrique du Sud termine troisième de la Coupe du monde en dominant l'Argentine 24-13.

### Après la compétition

#### Devenir des joueurs
Ayumu Goromaru, grand artisan de la victoire, voit sa cote exploser à la suite de la Coupe du monde. Une statue en bronze le représentant dans sa fameuse position de préparation au tir au but est érigée à Tokyo en son honneur en décembre 2015,,. Cependant, sa notoriété l'étouffe et il choisit de quitter pour la première fois le Japon en 2016 afin de rejoindre les Queensland Reds, franchise australienne évoluant en Super 15, puis le RC Toulon en France, dès la fin de la saison,. Malgré « l’échec sportif personnel », il ne regrette pas ces expériences et, en 2019, Goromaru est toujours considéré comme l'un des deux sportifs japonais les plus bankables, avec le joueur de tennis Kei Nishikori,. Il ne joue plus avec le Japon après la Coupe du monde, mais après deux ans à l'étranger, Goromaru retourne au Japon, où il joue au Yamaha Júbilo et retrouve la tranquillité. Il conserve néanmoins un statut d'icône de ce sport au pays,.
L'auteur de l'essai victorieux, le natif de Napier (Nouvelle-Zélande) Karne Hesketh, vit lui aussi le succès de façon un peu pesante, voyant son essai diffusé en boucle à l'excès. Il joue encore deux fois pour la sélection japonaise mais refuse d'intégrer les Sunwolves, la franchise japonaise destinée à intégrer le Super Rugby. En effet, sa conjointe, l'internationale néo-zélandaise Carla Hohepa, prépare la Coupe du monde féminine 2017 qui se tient en Irlande, et il devenait difficile d'élever leur premier enfant dans ces conditions. Finalement, seule la star féminine du rugby mondial a continué sa carrière internationale.
D'origine tongienne, Amanaki Mafi, lui aussi brillant pendant la Coupe du monde 2015, s'engage en 2017 pour la franchise australienne des Melbourne Rebels, évoluant elle aussi dans le Super Rugby. Cependant, deux ans plus tard, un scandale éclate en Nouvelle-Zélande, à la suite d'une rixe avec son coéquipier, l'international australien lui aussi d'origine tongienne Lopeti Timani, qui finit mal : Mafi est accusé de violences graves et de séquestration. Après une période où il a été banni des terrains, la fédération japonaise autorise l'un de ses meilleurs joueurs à réintégrer la sélection ; il prend ainsi part à la Coupe du monde 2019 au Japon, dans l'attente de son procès, prévu pour début 2020 en Nouvelle-Zélande.

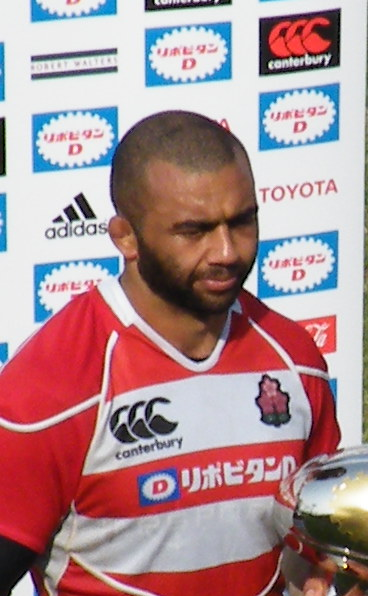
Michael Leitch, capitaine de la sélection japonaise (ici en 2014).

D'autres joueurs qui ont pris part à ce match historique ont poursuivi leur carrière et participent à la Coupe du monde 2019, tels que le capitaine Michael Leitch — qui a joué deux saisons pour les Chiefs néo-zélandais puis pour les Sunwolves en Super Rugby —, le demi de mêlée Fumiaki Tanaka — avec la franchise néo-zélandaise des Highlanders puis également des Sunwolves — ou le rapide ailier Kotaro Matsushima, lui aussi parti pour les Melbourne Rebels avant de rejoindre ses compatriotes au sein de la franchise japonaise.

#### Perspective de la Coupe du monde 2019
Peu avant la Coupe du monde, le Japon souffre d'un grave contre-temps pour l'organisation de l'édition suivante de la Coupe du monde au Japon (ainsi que des Jeux olympiques d'été de 2020) avec son stade olympique de Tokyo, dont la restauration a été abandonnée car trop chère (2 milliards d'euros) et est impopulaire. Cette victoire donne un fort coup de projecteur sur le Japon, qui devient une équipe de rugby crédible et bénéficie du même coup d'un très bon coup de publicité pour l'organisation de son Mondial,,.
Quatre ans après les événements, cette rencontre est toujours considérée comme « l'un des grands événements de cette Coupe du monde » et « l'une des plus grandes surprises » et des « plus grands exploits » jamais réalisés lors d'une Coupe du monde,,. De ce match, qui a « marqué à jamais l'histoire du rugby mondial », Max Mannix, membre du staff d'Eddie Jones lorsque celui-ci a pris ses fonctions de sélectionneur de l'équipe japonaise, réalise en 2019, à l'orée de la Coupe du monde se tenant au Japon, un documentaire, The Brighton Miracle. Il cherche à comprendre les raisons d'un tel exploit et raconte l'« histoire douloureuse » d'Eddie Jones, sa façon d'étudier les moyens d'améliorer son équipe et comment il a réussi à convaincre des joueurs comme Michael Leitch et Ayumu Goromaru que l'exploit était possible. Pour cela, il a soumis les internationaux japonais à des entraînements très durs, ce dont témoignent Leitch, Goromaru et Toshiaki Hirose, qui a dû accepter de céder le capitanat pour cet objectif. Le film sort au cinéma le 11 septembre 2019 au Japon, ainsi que sur la plateforme Amazon Prime,.
Eddie Jones, devenu sélectionneur de l'Angleterre après avoir quitté ses fonctions avec la fédération japonaise — ses méthodes d'entraînement ne faisant plus consensus au sein de son groupe —, revient en 2019 au Japon à l'occasion de la Coupe du monde, dans la peau d'un favori. Il a conservé une partie de son staff : l'Australien Scott Wisemantel, responsable de l'attaque de 2012 à 2014, et Steve Borthwick, responsable des avants,. Avec eux, il revient au même camp de base que quand il était avec le Japon, à Miyazaki, où l'équipe loge au même hôtel et s'entraîne à la même salle de musculation. Eddie Jones prie au même sanctuaire shintoïste, où quatre ans auparavant, il a prié pour que son équipe fasse un bon résultat en Angleterre.

### Filmographie
- (en) The Brighton Miracle, de Max Mannix (2019).